# عثمان صالح محمد
عثمان صالح محمد (بالإنجليزية: Osman Saleh Mohammed) هو سياسي إريتري، ولد في 1948 في أسمرة في إريتريا. نشط حزبياً في الجبهة الشعبية للديمقراطية والعدالة. وقد انتخب Minister of Foreign Affairs of Eritrea ‏ (18 أبريل 2007 – ) وانتخب وزير التعليم.